# Cleora diversa
Cleora diversa är en fjärilsart som beskrevs av Robinson 1971. Cleora diversa ingår i släktet Cleora och familjen mätare. Inga underarter finns listade i Catalogue of Life.